# Эрдт
Эрдт (фр. Hoerdt) — коммуна на северо-востоке Франции в регионе Гранд-Эст (бывший Эльзас — Шампань — Арденны — Лотарингия), департамент Нижний Рейн, округ Агно-Висамбур, кантон Брюмат. До марта 2015 года коммуна в составе кантона Брюмат административно входила в округ Страсбур-Кампань.
Площадь коммуны — 16,56 км², население — 4379 человек (2006) с тенденцией к стабилизации: 4382 человека (2013), плотность населения — 264,6 чел/км².

## Население
Население коммуны в 2011 году составляло 4422 человека, в 2012 году — 4408 человек, а в 2013-м — 4382 человека.
| 1962 | 1968 | 1975 | 1982 | 1990 | 1999 | 2006 | 2008 | 2011 | 2012 | 2013 |
| ---- | ---- | ---- | ---- | ---- | ---- | ---- | ---- | ---- | ---- | ---- |
| 3560 | 3819 | 3792 | 3699 | 3836 | 4123 | 4379 | 4435 | 4422 | 4408 | 4382 |

Динамика населения:

## Экономика
В 2010 году из 2907 человек трудоспособного возраста (от 15 до 64 лет) 2192 были экономически активными, 715 — неактивными (показатель активности 75,4 %, в 1999 году — 73,5 %). Из 2192 активных трудоспособных жителей работали 2049 человек (1052 мужчины и 997 женщин), 143 числились безработными (74 мужчины и 69 женщин). Среди 715 трудоспособных неактивных граждан 269 были учениками либо студентами, 283 — пенсионерами, а ещё 163 — были неактивны в силу других причин.

## Достопримечательности (фотогалерея)
- В старом здании ратуши расположилась библиотека
- Здание Сообщества Basse-Zorn
- Здание школы
- Протестантская церковь
- Католическая церковь
- Дом католического приходского священника
- Дом протестантского приходского священника
- Фасовка спаржи, 1930
- Мемориал Alfred Marzolff на стене пресвитерии